# Ectropothecium subcircinale
Ectropothecium subcircinale là một loài Rêu trong họ Hypnaceae. Loài này được (Lorentz) Broth. mô tả khoa học đầu tiên năm 1909.